# サラブレッド
サラブレッド（英語: Thoroughbred）とは、18世紀初頭にイギリスでアラブ馬やハンター（狩猟に用いられたイギリス在来の品種）等から競走用に品種改良された軽種馬である。
競馬以外には乗馬やポロなど多数の用途に使用される。オリンピックなどの馬術競技で活躍するサラブレッドも少数ながら存在し、アメリカ合衆国の障害飛越殿堂馬22頭のうち、サラブレッドは15頭にもおよぶ。

## 名称
語源は thorough [ 完璧な、徹底的な ] + bred [ 品種 ] で人為的に完全管理された血統を意味する。ここから「名家の出」「名門の出」の比喩としても用いられる。

## 身体的特徴

疾走するサラブレッド（マイブリッジが撮影した連続写真『動く馬』より）

体高（肩までの高さ）は160-170cmほど、体重は450〜500kgが標準的。頭は小さく、四肢は長く、胸や臀部の筋肉は発達しており、速く走ることに向いている。一方でケガや病気をしやすく、物音や閃光に敏感など、虚弱かつ神経質な面もある。美しく優雅に走ることを求めて育種を続けた結果、サラブレッドはほっそりした足に対して体が大きすぎるというアンバランスさをある。そのため人を乗せて走るには華奢すぎて、足の負傷がかなりの頻度で発生している。
標準的な毛色は、鹿毛・黒鹿毛・栗毛・芦毛で、他に青鹿毛・青毛・栃栗毛がある。白毛・月毛・河原毛・佐目毛・駁毛・粕毛・薄墨毛はかなり珍しい（→馬の毛色参照）。

## 能力
競走時には人を背負った状態で、数分間継続して50〜70km/hの速度で走る能力を持つ。2002年に日本国内で行われた1000mのレースにおいて、600m-800m区間の200m通過時間9.6秒（時速75km）が計測されたことがある。この馬は負担重量として56キロを背負っていた。
競馬において1000mのレースは短距離に分類されているとはいえ人間の陸上競技でいうと400-800mの中距離走のカテゴリーに当るのでサラブレッドもこの距離をずっとトップスピードで走り続けるのは無理とされるが、2005年にマウントプレザントメドウズで行われた402mの下級戦という更に短距離の競走では終端速度時速84kmを観測している。ただし、この距離ではクォーターホースのほうが早く、同じ競馬場の同じコースにおいて、レース"中間で"時速92.4kmを観測している。

## 血統
1791年以来、サラブレッドには厳格な血統登録が行われており、1頭1頭に必ず血統書が存在している。原則として、両親がサラブレッドでなければサラブレッドとは認められないが、サラブレッド系種に8代連続サラブレッドを掛け合わせたものは審査を経てサラブレッドと認められる場合がある。
現在の全てのサラブレッドは、父系（サイアーライン）を遡るとゴドルフィンアラビアン、バイアリーターク、ダーレーアラビアンのいずれかにたどりつく。これらを「三大始祖」という。ただしサラブレッドは前述のように品種改良によって生み出された品種であり、三大始祖はいずれもサラブレッドではない。牝系（母系）も1号族・2号族・3号族…とファミリーナンバーで分類されている。
アラブ種の血が混じった馬は、アラブ血量が25%未満ならば「サラブレッド系」、25%以上ならば「アングロアラブ」となる。ただし、1974年6月1日の登録規定改正までは、アラブ血量25％未満は「準サラブレッド（準サラ）」としてさらに区別して扱われており、アラブ系限定の競走への出走が不可能となっていたが、規約改正後はサラブレッド系としての扱いとなり、かつ、連続して8代以上サラブレッドと交配して生まれた馬については純粋なサラブレッドの扱いとするルールが定められた。

## 生産
| アメリカ         | 18,700頭 |
| オーストラリア   | 12,666頭 |
| アイルランド     | 9,401頭  |
| 日本             | 7,782頭  |
| アルゼンチン     | 6,126頭  |
| フランス         | 5,024頭  |
| イギリス         | 4,601頭  |
| ニュージーランド | 2,852頭  |
| トルコ           | 2,293頭  |
| 南アフリカ       | 1,928頭  |
| ブラジル         | 1,645頭  |
| チリ             | 1,539頭  |
| ウルグアイ       | 1,500頭  |
| サウジアラビア   | 1,483頭  |
| 韓国             | 1,249頭  |
| カナダ           | 1,075頭  |
| インド           | 848頭    |
| ドイツ           | 677頭    |
| イタリア         | 670頭    |

サラブレッドの生産は繁殖牝馬に種付けすることから始まる。3月から6月までが馬の発情期間であり、その間に適当な種牡馬を種付けするのだが、種付け料は種牡馬によって違い、数千万円にも上る人気種牡馬から、事実上無料の馬もいる。なお人工授精など人為的な方法による受精は認められておらず、自然交配でなければサラブレッドとして認められない。
種付け後無事に受胎（妊娠）し、その後流産などがなければ翌春には仔馬が誕生する。馬の妊娠期間は11か月なので、4月に種付けすれば翌3月には生まれてくるのが普通である。仔馬は生後まもなく立ち上がり母馬から初乳をもらう。生後5,6か月で離乳を迎え、春に生まれた仔馬は秋には仔分されることになり、親から引き離される。さらに2歳になるころから調教を受け人を乗せることを覚えさせられ、早いものでは2歳の春頃から競走馬としてデビューする（以降競走馬参照）。なおこれとは別に最初から馬術競技馬として生産されるサラブレッドもいる。
国別では右の表に示すようにアメリカ合衆国、オーストラリア、ヨーロッパで数多く生産されている。世界合計は1年間に約9万頭である。特にアメリカのケンタッキー州は世界の馬産の中心といわれ数多くの種牡馬が繋養されていることで知られている。また、アイルランドではクールモアグループが大生産拠点を築いており、イギリスで走っている馬の多くがここで生産される。オーストラリアは世界で最も競馬が盛んとまで言われており、15,000-18,000頭の大きな生産規模を誇っている。
日本における生産頭数は1992年の時点では12,874頭（世界第3位）を数えたが、その後景気低迷とともに減少し、2011年には7,085頭まで落ち込んだ。この内9割程が北海道で生産され、その中でも日高地方は特に重要である。次に多いのは青森県で、他、九州、茨城県等でも生産されている。

### 年齢の数え方
馬の年齢の数え方は、生まれたときを0歳（当歳）とし、以後毎年1月1日（南半球では8月1日）に1歳ずつ年をとっていく。なお、日本では2000年まで数え年を採用し生まれたときを1歳として数えていたため、2000年以前の年齢については注意が必要である。

## 歴史
サラブレッドは、イギリス在来のハンター種などの牝馬とアラブ牡馬を交配させ、競争の能力に長けた馬を生産しようとしたことが始まりとされている。
ジェイムズ一世の時代までにはバルブ種が競馬で好成績を残していた記録が残っており、16世紀以前からアラブ馬の輸入はされていたと考えられるが、軍事的な輸出入規制や継続的な在来馬と輸入馬の交配が行われなかったことからサラブレッドという品種は確立していなかった。
現在主にサラブレッドの血統へ影響を与えている輸入馬はバイアリーターク、ダーレイアラビアン、ゴドルフィンアラビアンの三大始祖と呼ばれる3頭である。
17世紀から18世紀にかけ、競馬を通じて徐々に淘汰・改良が行われ確立した。当時は体高15ハンド（約152.4cm）が標準的で、当時のサラブレッドを描いた絵画にはアラブ馬の特徴を示すものがよくある。その後次第に大型化、19世紀初頭に16ハンド（約162.56cm）と現在のものに近くなり、体型も変化した。競馬のスタイルがスタミナから末脚を備えたスピードを求めたことも含め、速力も現在ではアラブ種と比較にならないほど高速化している。
現在サラブレッドを定義付けている血統書、ジェネラルスタッドブックは1791年に創刊された。第1巻にサラブレッドという単語はまったく登場せず、1836年に刊行された第4巻で初めて「本書はサラブレッドの登録書である」の旨が明記された。それ以前は単にランニングホースと呼ばれており、一般にサラブレッドという呼び方が定着したのはジェネラルスタッドブックより少しさかのぼるが、それでも18世紀末であった。

## 関連
転じて
- 名門に生まれた人を指して、サラブレッドに喩えることがある（政界のサラブレッドなど）。
- 純血種の犬や馬のことを"thoroughbred"という。
- AMD製のCPUのAthlonXPプロセッサのコード名は"Thoroughbred"。